# Scienza Fantastica
Scienza Fantastica (Știința fantastică, cu subtitlul Avventure nello spazio tempo e dimensioni, Aventuri în spațiu, timp și dimensiuni) a fost o revistă italiană de literatură științifico-fantastică editată de Lionello Torossi. A apărut la Roma în aprilie 1952 și a fost prima revistă specializată de SF din Italia, chiar dacă a supraviețuit doar timp de șapte numere. Scienza Fantastica a publicat povestiri și  romane științifico-fantastice în foileton ale unor scriitori anglo-saxoni preluați din revista americană Astounding Science-Fiction. Primul număr a conținut povestiri de  Arthur C. Clarke și Lester Del Rey. Au apărut apoi lucrările unor scriitori ca L. Sprague De Camp, C. M. Kornbluth, Murray Leinster, Harry Bates, Cyril Judd, Isaac Asimov, Theodore Sturgeon și Chad Oliver. Ultimul număr a apărut în martie 1953.
Revista a fost, de asemenea, cunoscută pentru că a publicat primele povestiri ale autorilor italieni de gen, inclusiv, din primul număr, povestiri scrise chiar de regizorul Lionello Torossi sub pseudonimul Massimo Zeno.
Titlul revistei, „scienza fantastica”, a fost propus ca prima traducere în italiană a termenului englez science fiction: calchierea „fantascienza” s-a născut (ca „fanta-scienza”) doar șapte luni mai târziu în numărul nr. 3 al revistei Urania din noiembrie 1952.
Povestirile au fost ilustrate. Au fost publicate, de asemenea, coloane științifice, scrisori, concursuri de povestiri și desene ale cititorilor.

## Cuprins

### Numărul 1
Numărul 1, aprilie 1952, 96 de pagini
- „Operazione di salvataggio” (Rescue Party, Specii protejate, 1946) de Arthur C. Clarke; traducător nespecificat
- „Le rovine” (Protected Species, 1951) de H. B. Fyfe; traducător nespecificat
- „Corto circuito” (Short-Circuited Probability, 1941) de Norman L. Knight; traducător nespecificat
- „L'istinto” (Instinct, 1952) de Lester Del Rey; traducător nespecificat
- „Il ratto delle Sabine” (1/3) de Massimo Zeno

### Numărul 2
Numărul 2, mai 1952, 96 de pagini
- „Missionari dello spazio” (That Share of Glory, 1952) de Cyril M. Kornbluth
- „Rotta su Plutone” (En Route to Pluto, 1962) de Wallace West
- „Ultima missione” (Dark Mission, 1940) de Lester Del Rey
- „Il ratto delle Sabine” (2/3) de Massimo Zeno

### Numărul 3
Numărul 3, iunie 1952, 96 de pagini
- „La giraffa azzurra” (The Blue Giraffe, 1939) de L. Sprague De Camp
- „Pericolo dallo spazio” (The Ethical Equations, 1945) de Murray Leinster
- „Le ali della notte” (The Wings of Night, 1942) de Lester Del Rey
- „Il ratto delle Sabine” (3/3) de Massimo Zeno
- La nave dello spazio eseu de Giancarlo Montini

### Numărul 4
Numărul 4, august 1952, 96 de pagini
- „Uomo di carne... uomo d'acciaio...” (Farewell to the Master, 1940) de Harry Bates
- „Dalla Terra alla Luna” (RACCONTO) de Loris Bianchi
- „Kadd, il tiratore” (1/4) (Gunner Cade, 1952) de Judith Merril, Cyril M. Kornbluth

### Numărul 5
Numărul 5, ianuarie 1953, 128 de pagini
- „Un amico ingombrante” de Massimo Zeno
- „Morte dalle stelle” (Suicide Command, 1950) de Stanley Mullen
- „Conquistador!” de Ferdinando Stefanelli
- „Kadd, il tiratore” (2/4) (Gunner Cade, 1952) de Judith Merril, Cyril M. Kornbluth

### Numărul 6
Numărul 6, februarie 1953, 128 de pagini
- „Lo scisma” de Massimo Zeno
- „ZZ1-ZZ2-ZZ3” (Victory Unintentional, 1942) de Isaac Asimov
- „La guerra atomica” de Paolo Cervasi
- „Kadd, il tiratore” (3/4) (Gunner Cade, 1952) de Judith Merril, Cyril M. Kornbluth

### Numărul 7
Numărul 7, martie 1953, 128 de pagini
- „La soglia dell'eternità” (The Edge of Forever, 1951) de Chad Oliver
- „Dopo la guerra atomica” de Bruno Torani
- „Il giocattolo di Mewhu” (Mewhu's Jet, 1946) de Theodore Sturgeon
- „Kadd, il tiratore” (4/4) (Gunner Cade, 1952) de Judith Merril, Cyril M. Kornbluth

## Vezi și
- Listă de reviste de literatură științifico-fantastică
- 1952 în științifico-fantastic
- 1953 în științifico-fantastic